# Geranomyia subrecisa
Geranomyia subrecisa is een tweevleugelige uit de familie steltmuggen (Limoniidae). De soort komt voor in het Neotropisch gebied.